# Russell Shorto
Russell Anthony Shorto (nacido el 8 de febrero de 1959) es un autor, historiador y periodista estadounidense conocido por su libro sobre los orígenes holandeses de la ciudad de Nueva York, The Island at the Center of the World. La investigación de Shorto para el libro se basó en gran medida en el trabajo del New Netherland Project, ahora conocido como New Netherland Research Center, así como en el New Netherland Institute. Shorto ha sido académico principal del New Netherland Research Center desde 2013.
En noviembre de 2017, publicó Revolution Song: A Story of American Freedom, que cuenta la historia de la Revolución de las Trece Colonias a través de los ojos de seis estadounidenses de muy diferentes ámbitos de la vida.
Su trabajo más reciente es Smalltime: The Story of My Family and the Mob, publicado en febrero de 2021. El libro es una memoria que cubre la historia familiar de Shorto y la participación de sus antepasados en la mafia estadounidense en Johnstown.

## Vida personal
Nacido en Johnstown, el 8 de febrero de 1959, Shorto se graduó en 1981 de la Universidad George Washington. Es escritor colaborador de The New York Times Magazine y fue, de 2008 a 2013, director del John Adams Institute en Ámsterdam, donde vivió desde 2007 hasta 2013. A partir de 2014, Shorto residía en Cumberland, donde escribió Revolution Song, su historia narrativa de la Revolución de las Trece Colonias.
El 8 de septiembre de 2009, Shorto recibió el título de caballero holandés en la Orden de Orange-Nassau por fortalecer las relaciones entre los Estados Unidos y los Países Bajos a través de sus publicaciones y como director del Instituto John Adams.
Está casado con Marnie Henricksson.

## Publicaciones
- Gospel Truth: The New Image of Jesus Emerging from Science and History, and Why It Matters ISBN 1-57322-056-6 (New York, Riverhead Books, 1997)
- Saints and Madmen: How Pioneering Psychiatrists Are Creating a New Science of the Soul ISBN 0-8050-5902-4 (New York, Henry Holt & Company, 1999)
- The Island at the Center of the World: The Epic Story of Dutch Manhattan and the Forgotten Colony that Shaped America ISBN 0-385-50349-0 (New York, Doubleday, 2004)
- Descartes' Bones: A Skeletal History of the Conflict Between Faith and Reason ISBN 978-0-385-51753-9 (New York, Random House, October 14, 2008)
- Amsterdam: A History of the World's Most Liberal City ISBN 978-1-408-70348-9  (New York, Doubleday, October 2013)
- Revolution Song: A Story of American Freedom ISBN 978-0-393-24554-7 (New York, W. W. Norton & Company, November 7, 2017)